# دو شاهد
دو شاهد دو رسول در کتاب مکاشفه یوحنا از عهد جدید هستند(متن انگلیسی در این سایت موجود می باشد).
بر اساس مکاشفه یوحنا ابتدا از وی خواسته می‌شود که قسمت داخلی عبادتگاهی که در آن است را اندازه بگیرد و تعداد کسانی که در آن هستند را بشماد اما محوطه بیرونی را اندازه نگیرد زیرا که به سایر قومها واگذار شده‌است و آنها چهل و دو ماه «شهر مقدس» را پایمال خواهند کرد اما دو شاهدی فرستاده شوند تا پیغام خدا را به مدت سه سال و نیم (۱٬۲۶۰ روز) به مردم برسانند و هر کسی که بخواهد به آنان آسیب برساند با آتشی که از دهانش بیرون می‌آید نابود می‌شود. در مورد ظاهر (و شاید به طور نمادین) آنها در مکاشفه آمده است که «دو درخت زیتون و دو چراغدان» هستند همچنین آنها قدرت دارند تا «هرگاه بخواهند مانع بارش باران گردند، چشمه‌های آب را به خون تبدیل کنند و جهان را به بلایای گوناگون دچار سازند». اما بعد از آن جانور عجیبی از چاهی بی‌انتها بیرون آمده و بر دو شاهد غلبه کرده و آن را خواهد کشت و اجساد دو شاهد به مدت سه روز نیم در خیابان‌های «شهر بزرگ» به نمایش گذاشته خواهد شد. و مردم برای کشته‌شدن دو شاهد جشن می‌گیرند اما پس از سه روز و نیم دوباره آنها زنده خواهند شد و به آسمان خواهند رفت و زلزله‌ای بزرگ یک دهم شهر بزرگ را نابود خواهد کرد و هفت هزار نفر کشته خواهند شد.